# Banovci (Słowenia)
Banovci – wieś w Słowenii, w gminie Veržej. W 2018 roku liczyła 202 mieszkańców.